# Спасо-Преображенський собор (Новгород-Сіверський)
Спасо-Преображенський собор у Новгороді-Сіверському — мурований, квадратний у плані, п'ятибаневий, з півкруглою апсидою і виступними раменами. Структура храму — хрещато-банева. Собор є наймасивнішою спорудою Спасо-Преображенського монастиря. Розташований у центрі комплексу і стоїть на поздовжній осі Святої брами (XVI — XIX ст.). Пам'ятка архітектури національного значення. Охоронний номер 850/1. Є діючим храмом Української православної церкви Московського патріархату.

## Опис
Собор зведений з цегли і каменю, оштукатурений, побілений. Квадратний у плані, чотиристовпний, завершується п'ятьма банями, середня — на круглому, а чотири бічних — на восьмигранних барабанах. Світловою є лише центральна баня, наріжні — глухі, з них дві західні використовувались як дзвіниці. З трьох сторін, крім східної, фасади оформлені портиками тосканського ордера, чотири колони яких поставлені в антах. Розміри храму 28×28 м. Висота інтер'єру до зеніту купола 28 м. Зовнішній вигляд собору величний і монументальний, а його інтер'єр витриманий в строгих пропорціях класицизму. Чотирма пілонами, об'єднаними попружними арками, інтер'єр поділений на дев'ять камер. Споруда вирішена в стильових формах класицизму. Декор інтер'єру зберігся частково. Інтер'єр відрізняється багатством просторового рішення і насиченістю декоративно-художнього оздоблення. Центральне місце займає підбанний простір, окреслений спареними колонами іонічного ордера, що несуть антаблемент з карнизом з модульйонами, на які спираються підпружні арки. Склепіння куполу розписане під кесони. Споруда одночасно сприймається і як трьохнавна. Кожен приділ представляє закінчене просторове ціле. Іконостас собору розписував брянський купець Григорій Корнеєв. Третій ярус цього іконостасу надбудовано в 1853 р., з малюванням Льва Богаєвського

## Історія

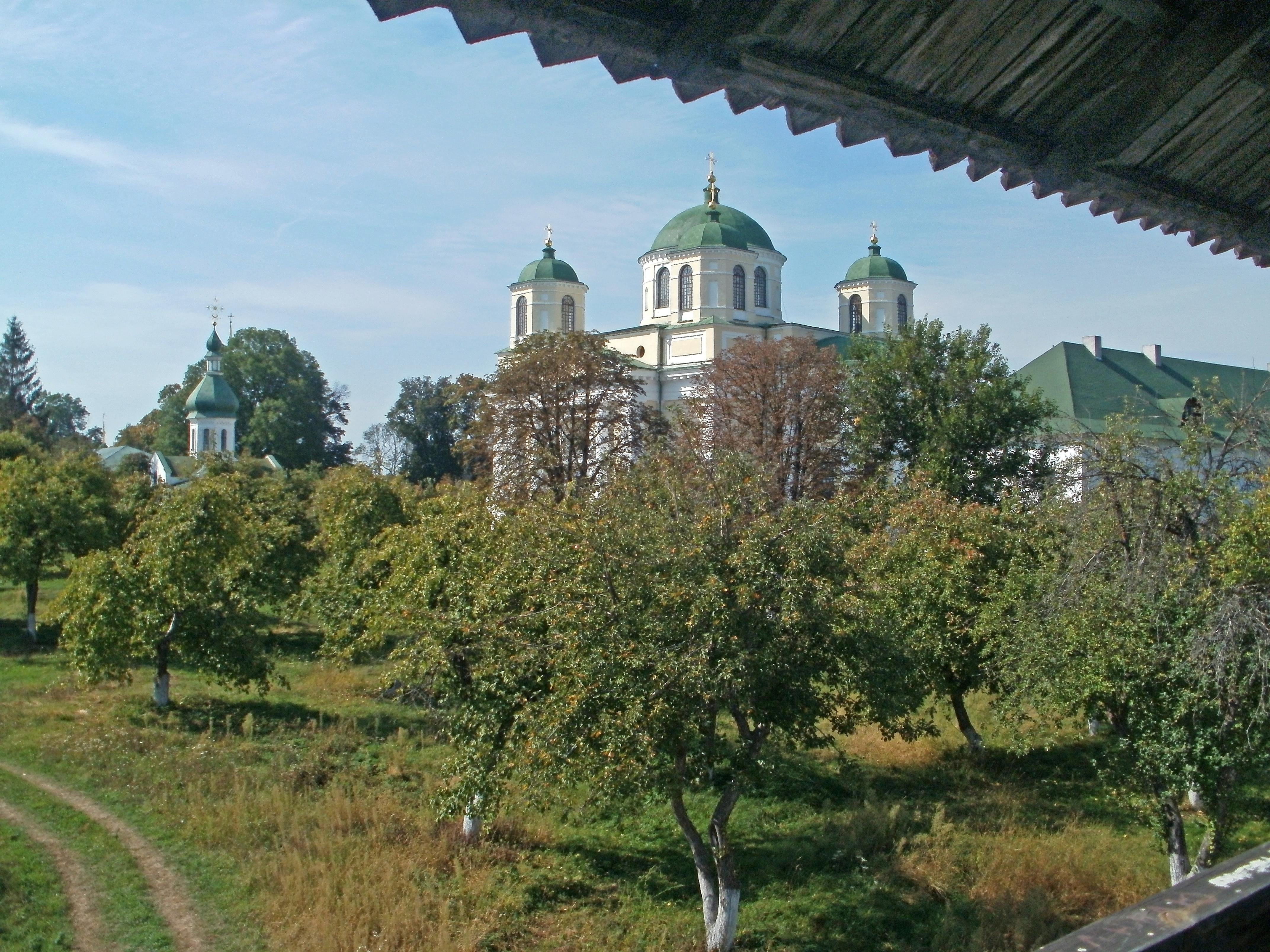
Вид зі стіни монастиря

Десь у кінці XI століття за З км від міста Новгорода-Сіверського засновано монастир, що став одним із найбільших на Сіверщині. Спочатку монастирські будівлі були дерев'яні, а в кінці XII століття споруджено мурований собор, освячений в ім'я Преображення Спасителя. До нашого часу він не зберігся, але дослідженнями М. В. Холостенка в 1954-1956 рр. та А. А. Карнабіди і В. П. Коваленка за участю П. О. Раппопорта і Л. М. Большакова в 1981-1983 рр. знайдені та частково досліджені підмурки і залишки мурувань стін, замощення полив'яними плитками підлоги в храмі, що дало можливість (особливо за останніми дослідженнями) обґрунтувати припущення про його просторово-планувальну структуру та зовнішній вигляд. Той давньоруський мурований храм був майже квадратним у плані, мав три апсиди зі сходу і напівкруглі виступи з півдня та півночі, а із заходу до основного об'єму примикав майже квадратний притвор. Усередині чотири стовпи-пілони ділили простір на три нави, і на них спиралася баня. Знайдені під час розкопок усередині контурів мурувань різнокольорові й орнаментовані полив'яні плитки та залишки фрескових розписів дають можливість уявити його мальовничий інтер'єр. Виявлені дослідженнями так звані пучкові багатопрофільні кутові пілястри на фасадах дають змогу реконструювати графічно зовнішній вигляд стовпоподібного храму. Можливо, він мав багатоступінчасті закомари і був декорований аркатурами, поребриками й іншими деталями з плінфи.

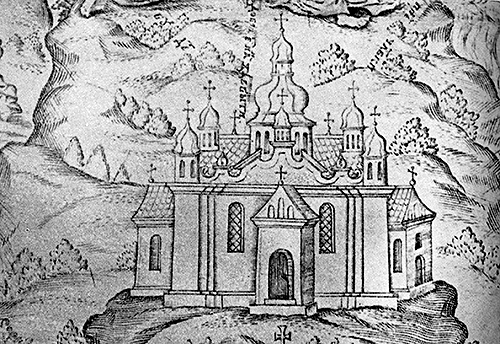
Фрагмент гравюри з книги «Анфологіон»

У Спасо-Преображенському монастирі розміщувалась резиденція чернігівських архієпископів. Після того як резиденцію перевели з Новгорода-Сіверського до Чернігова, будівництво в монастирі провадив настоятель Михайло Лежайський. Напевно, тоді давньоруський Спаський собор перебудували — відповідно до тогочасного художнього стилю його одягнули в шати українського бароко. Таким можна бачити його на ґравюрі в книзі «Анфологіон», виданій у монастирі 1678 р. Як свідчить ця ілюстрація, у ті роки собор мав сім верхів, стіни завершувались вибагливими фронтонами, увінчаними баньками, покриття тамбурів було на два схили, покрівля — в черепиці. Крім реконструкції собору в другій половині XVII ст. та на початку XVIII ст. в монастирі велось велике муроване будівництво. Склався величний монастирський ансамбль, що набув барокового характеру.

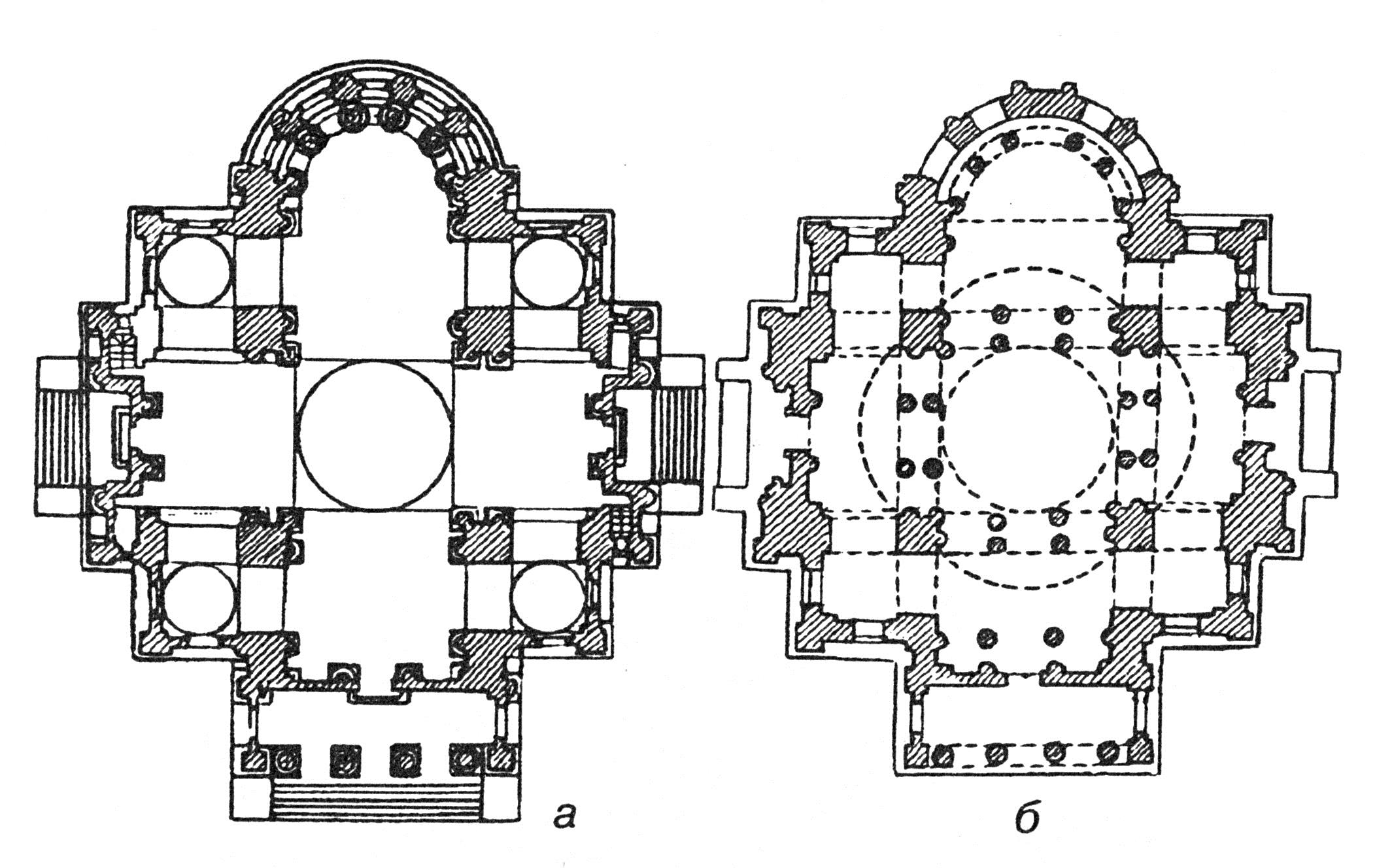
План собору: а — за Дж. Кваренгі; б — після підсилення конструкцій

У 1791 р. по відношенню як до цього прекрасного ансамблю, так і до культури й мистецтва вчинено жахливе варварство — розібрано давньоруський Спасо-Преображенський собор, який витримав майже п'ятсот років. Його розібрали, щоб на тому самому місці за повелінням і коштом імператриці Катерини II побудувати собор у модному на той час класицистичному стилі. Але згадаємо, що це зроблено людьми XVIII ст., які не розумілись на історії архітектури і вважали всі попередні стилі варварськими, а в недалекому нашому XX ст. давньоруські храми нищили, щоб так само звільнити місце для нових споруд, а то і просто в безвірницькому засліпленні.
Спасо-Преображенський собор збудований протягом 1791—1806 рр. за проектом відомого представника архітектури класицизму Джакомо Кваренгі. Точно не відомо, чи приїздив Дж. Кваренгі до Новгорода-Сіверського. Усіма роботами щодо спорудження собору керував І. Д. Яснигін. Використовуючи вироблені сторіччями канони античної архітектури, Дж. Кваренгі розробив проекти багатьох будівель, але під час проектування Спасо-Преображенського собору для Новгорода-Сіверського не врахував реалій міста: гори в цій місцевості складаються з лесів, та ще й зсуваються до Десни. Унаслідок осідання підмурків стіни та склепіння собору розтріскалися, і менше ніж через п'ятнадцять років після завершення будівництва він виявився в катастрофічному стані, його конструкції вимагали термінового підсилення. У 1817-1821 рр. з метою підсилення конструкцій собору під керівництвом архітектора Антона Карташевського, який багато працював у Чернігові, до стін прибудували своєрідні контрфорси — пілястри, а всередині храму під попружними арками, на яких височить центральний барабан із півсферичним куполом, за проектом А. Карташевського досить кваліфіковано встановили шістнадцять спарених іонічних колон. Завдяки цьому початковий хрещатий у плані внутрішній простір виявився, по-перше, пишнішим, а, по-друге, зі збереженням і навіть ще більшим підкресленням центричності, як у купольній ротонді. До того ж з'явилися ознаки тринавності: центральна нава на сході завершується напівкруглою апсидою з колонадою меншого ордера, а бічні нави, значно (майже вдвічі) вужчі, являють собою прямокутні проходи, розкриті до центра, де панує величний купол, розписаний гризайлем під кесони. Вікна в барабані центрального купола освітлюють середину храму, а гранчасті підбанники верхів по кутах мають вікна, що не виходять до основного внутрішнього простору.

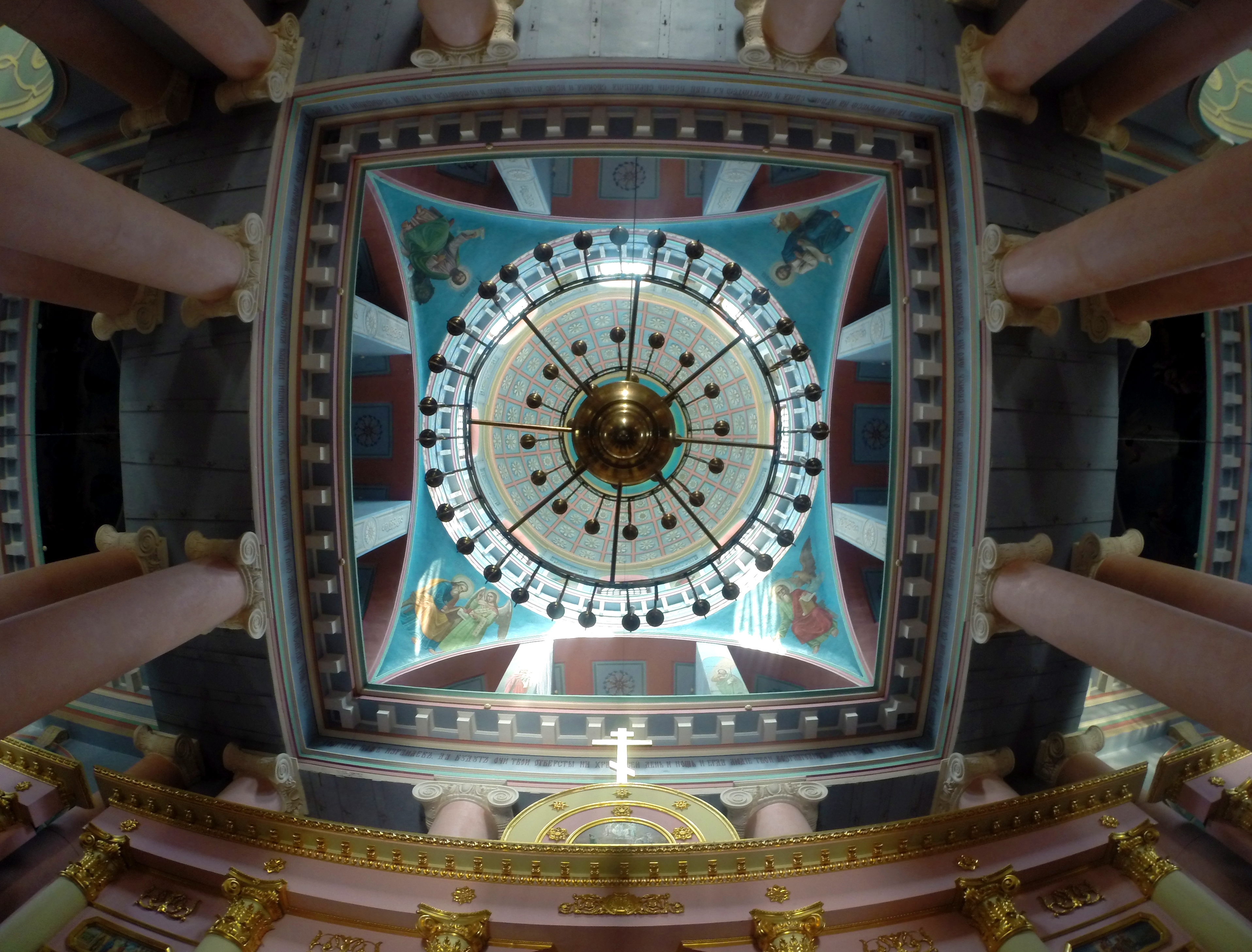
Розпис під куполом

Руйнування, яких завдає собору природа, посилились людською недбалістю й гарматними обстрілами під час минулої війни. У повоєнні роки в соборі почались реставраційні роботи. В інтер'єрі частково розкритий і відреставрований стінопис другої половини ХІХ ст. посередньої якості, але привертає увагу динамічна композиція «Преображення Господнє» у верхній частині східної стіни. Зроблена нова гранітна підлога. Коли під час досліджень 1981—1983 рр. в західній частині собору виявили досить добре збережені мурування абсиди й підлоги з полив'яних керамічних плит від будівлі ХІІ ст., у храмі зробили спеціальний розкоп і оглядовий міст-перехід для відвідувачів собору як музею. В північній наві зберігся склеп із похованням Олексія Розумовського — сина Кирила Розумовського. Після закріплення фундаментів Спасо-Преображенський собор знову розкрив свої двері як Божий дім і музей духовної та художньої культури й архітектури.

## Галерея

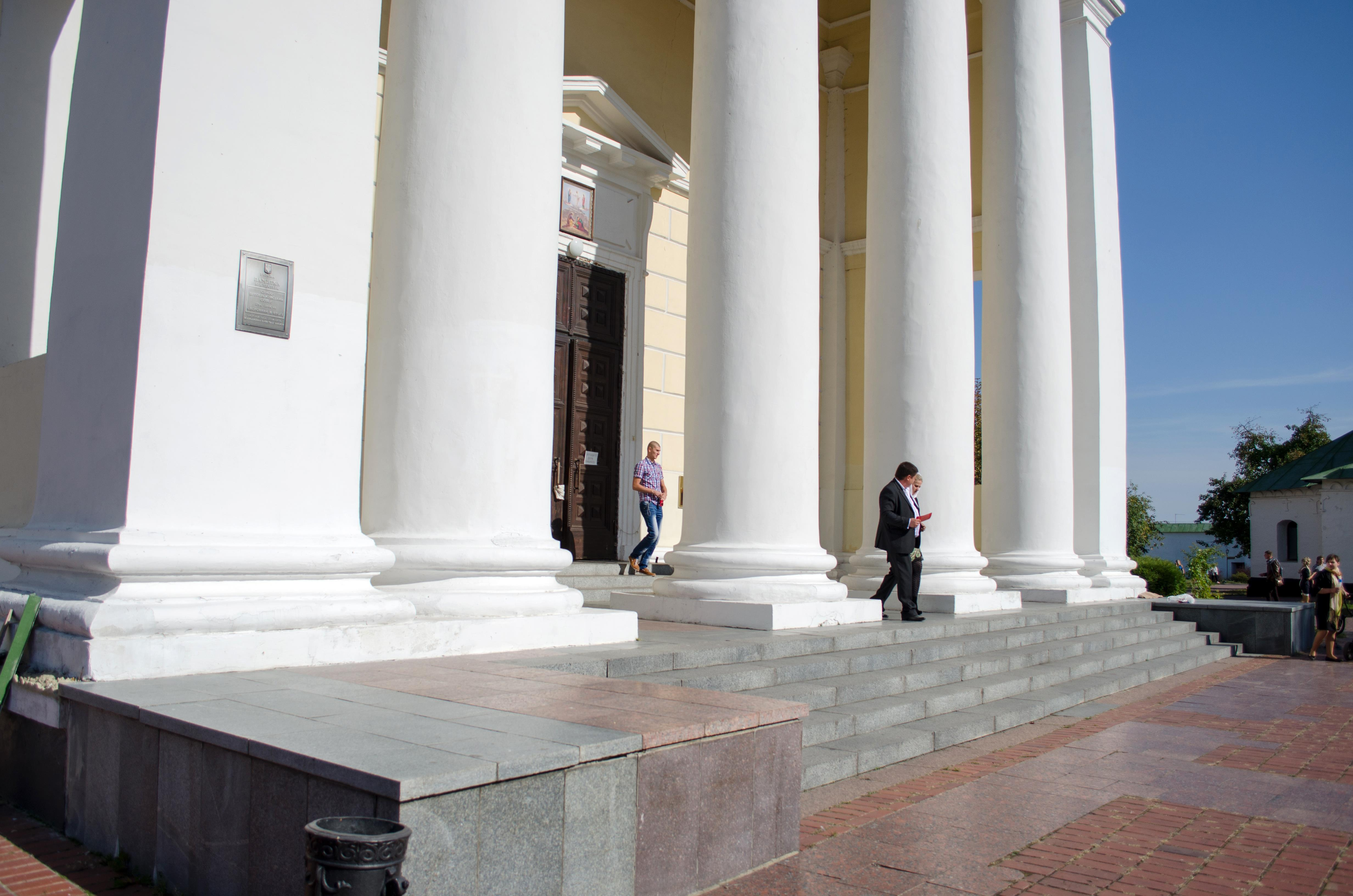
Вхід до собору
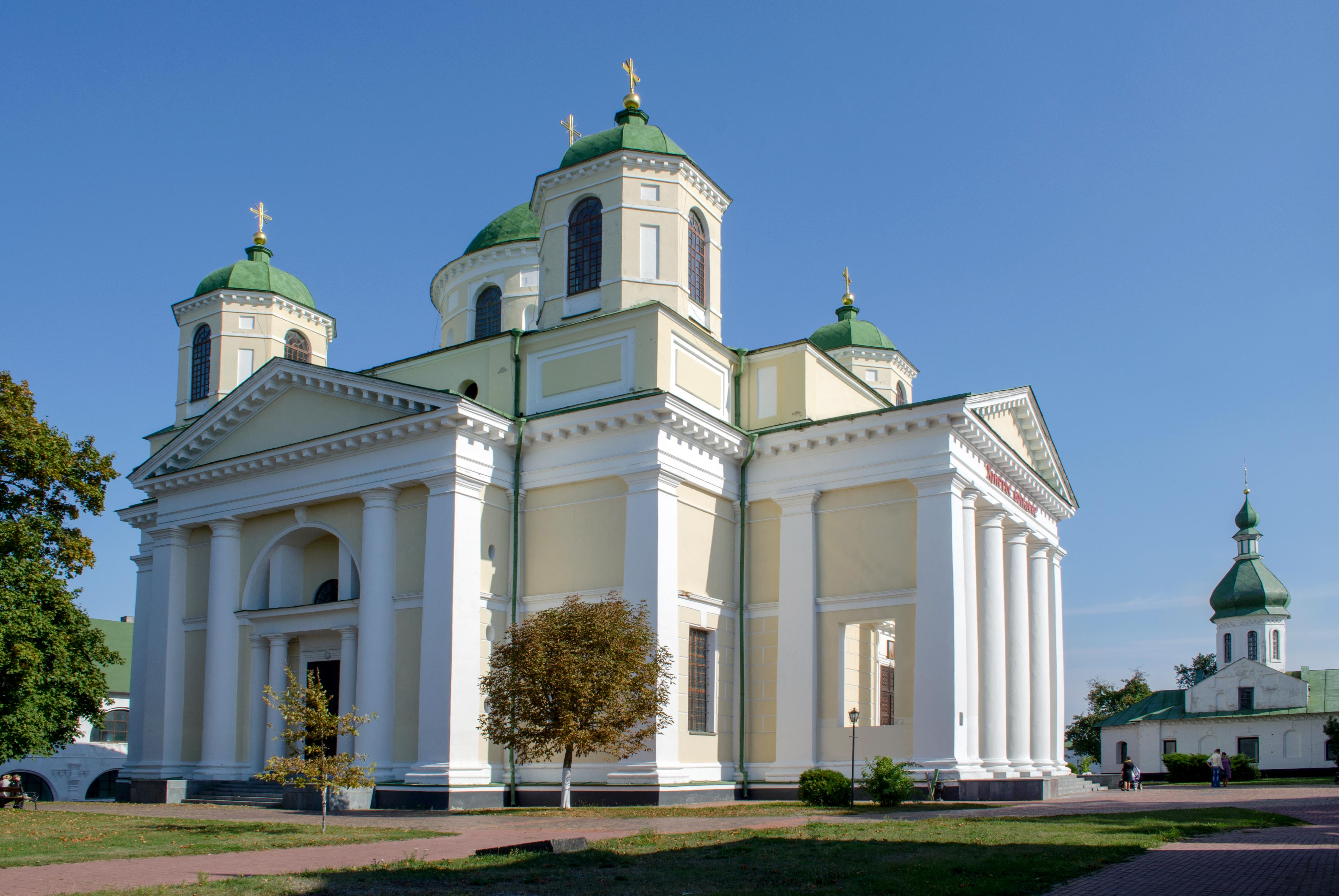
Вигляд із заходу
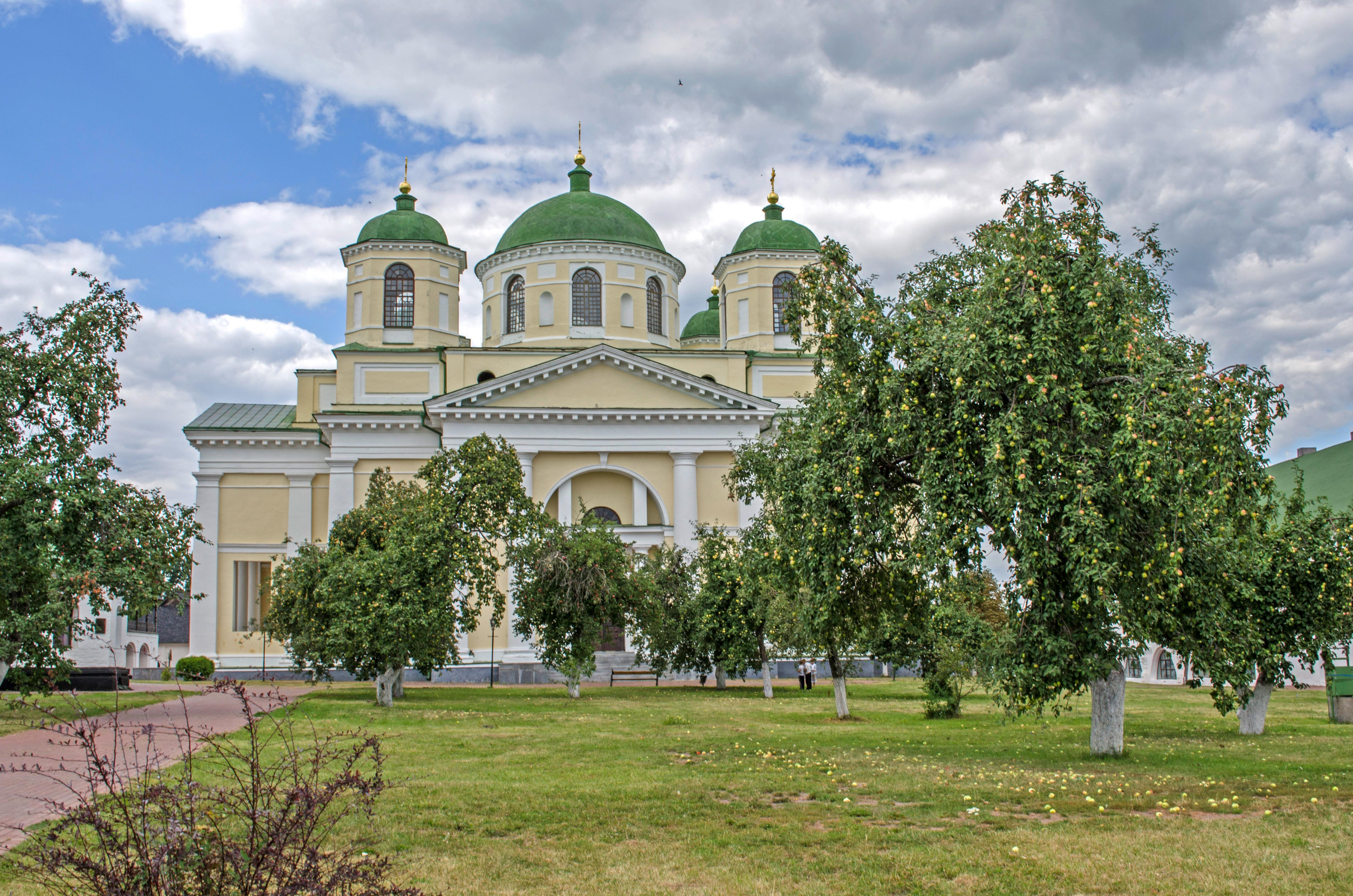
Вигляд з південного сходу
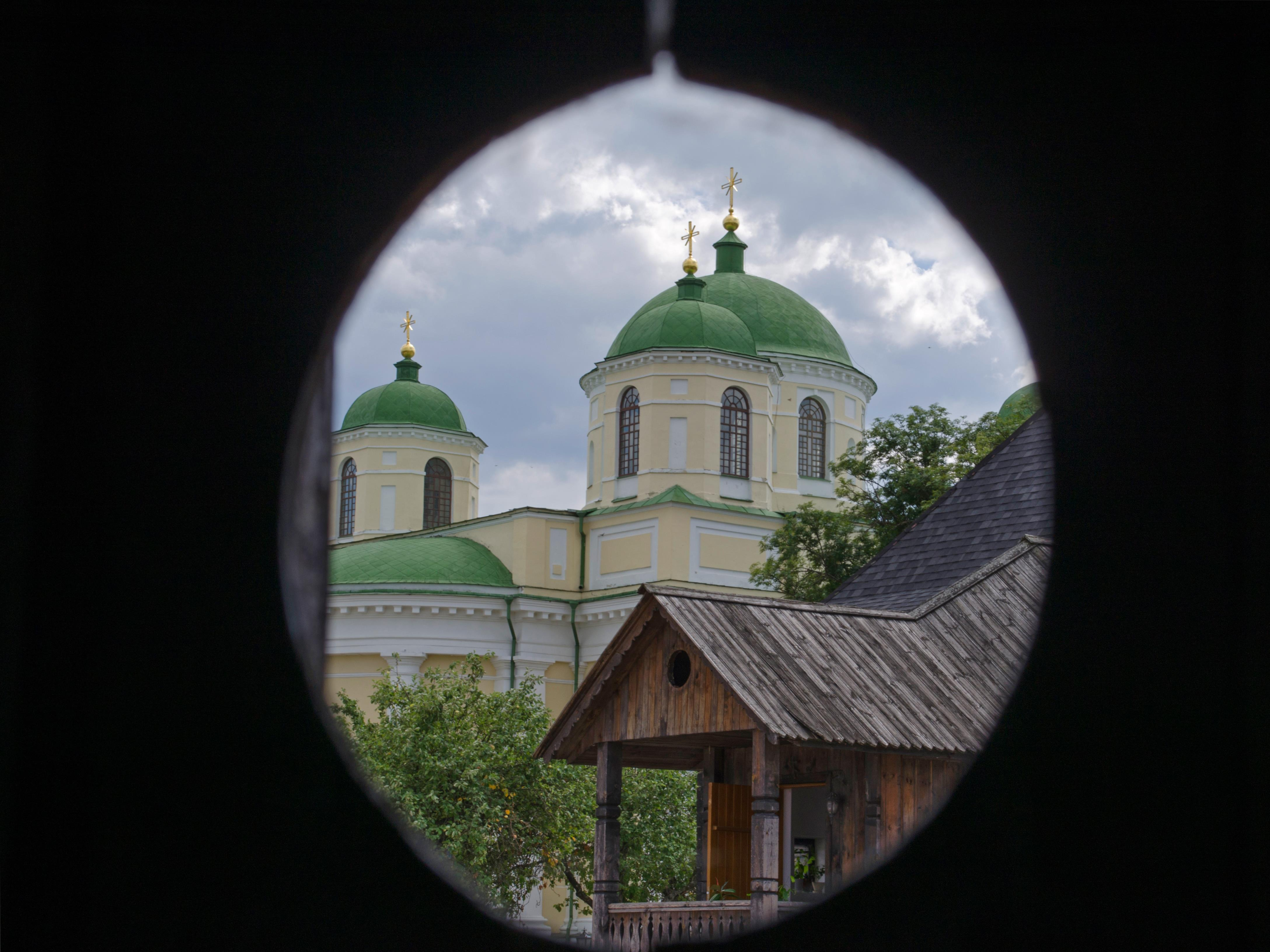
Вигляд з північної вежі
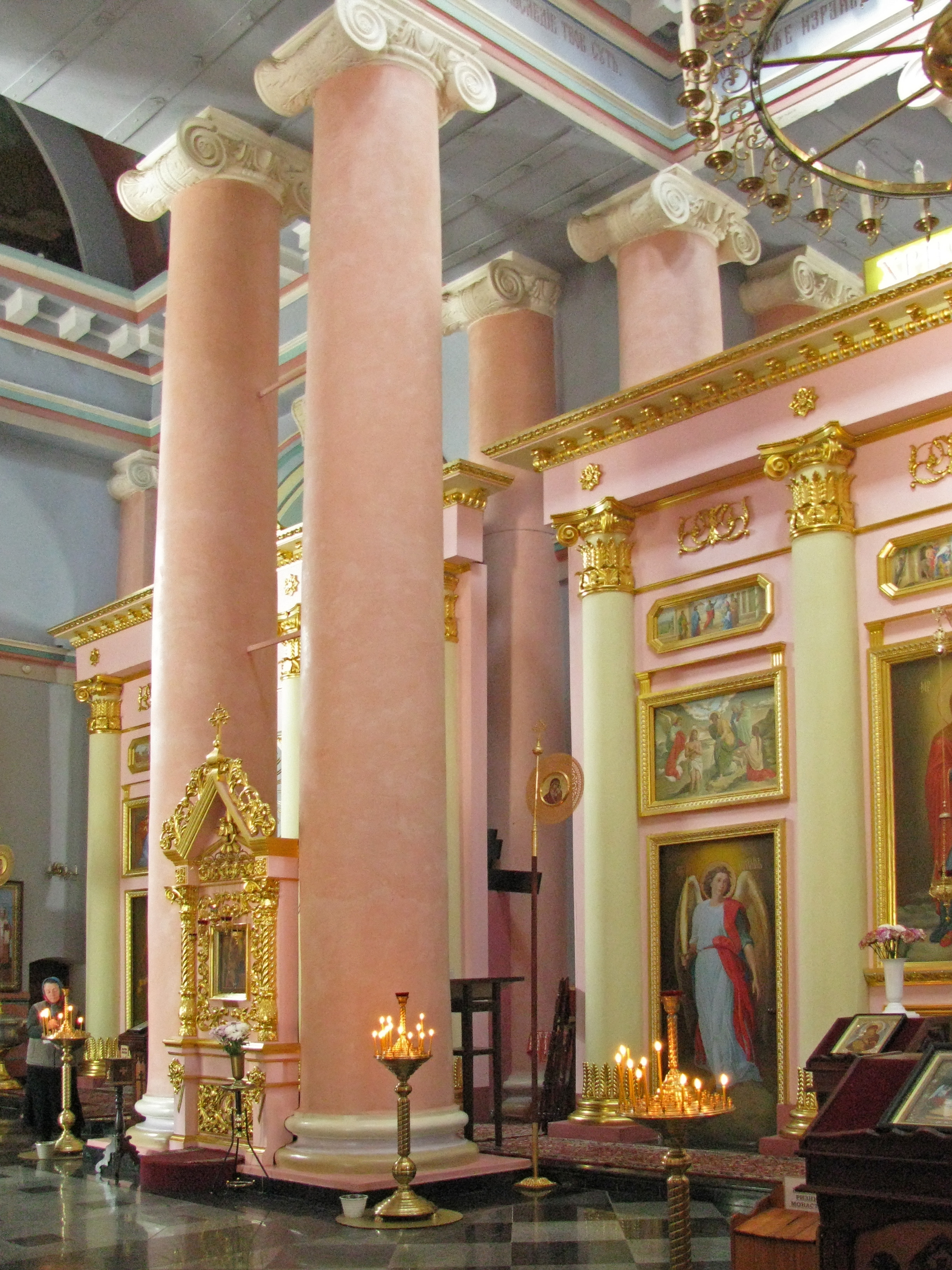
Інтер'єр собору
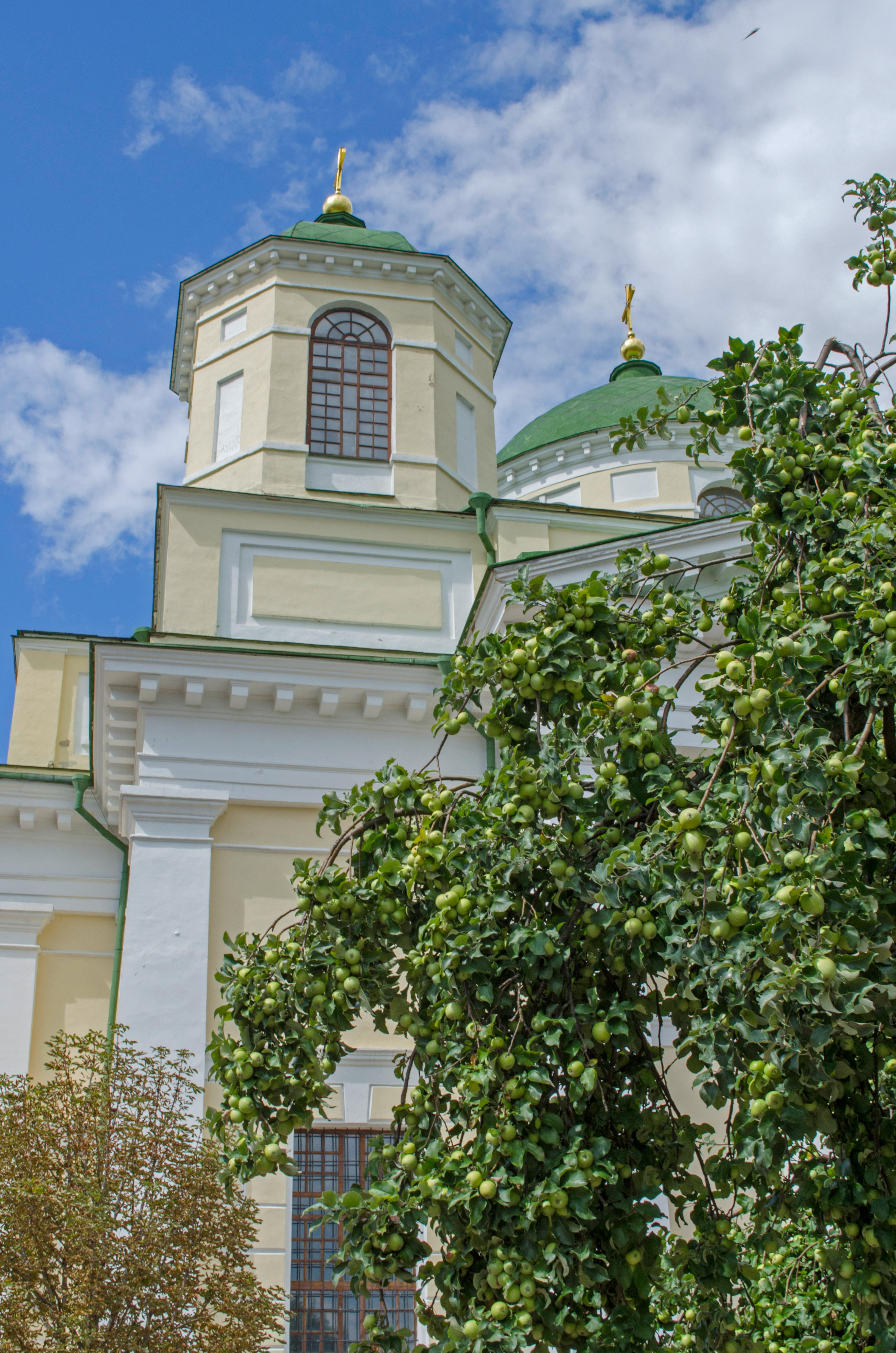
Ростуть яблука
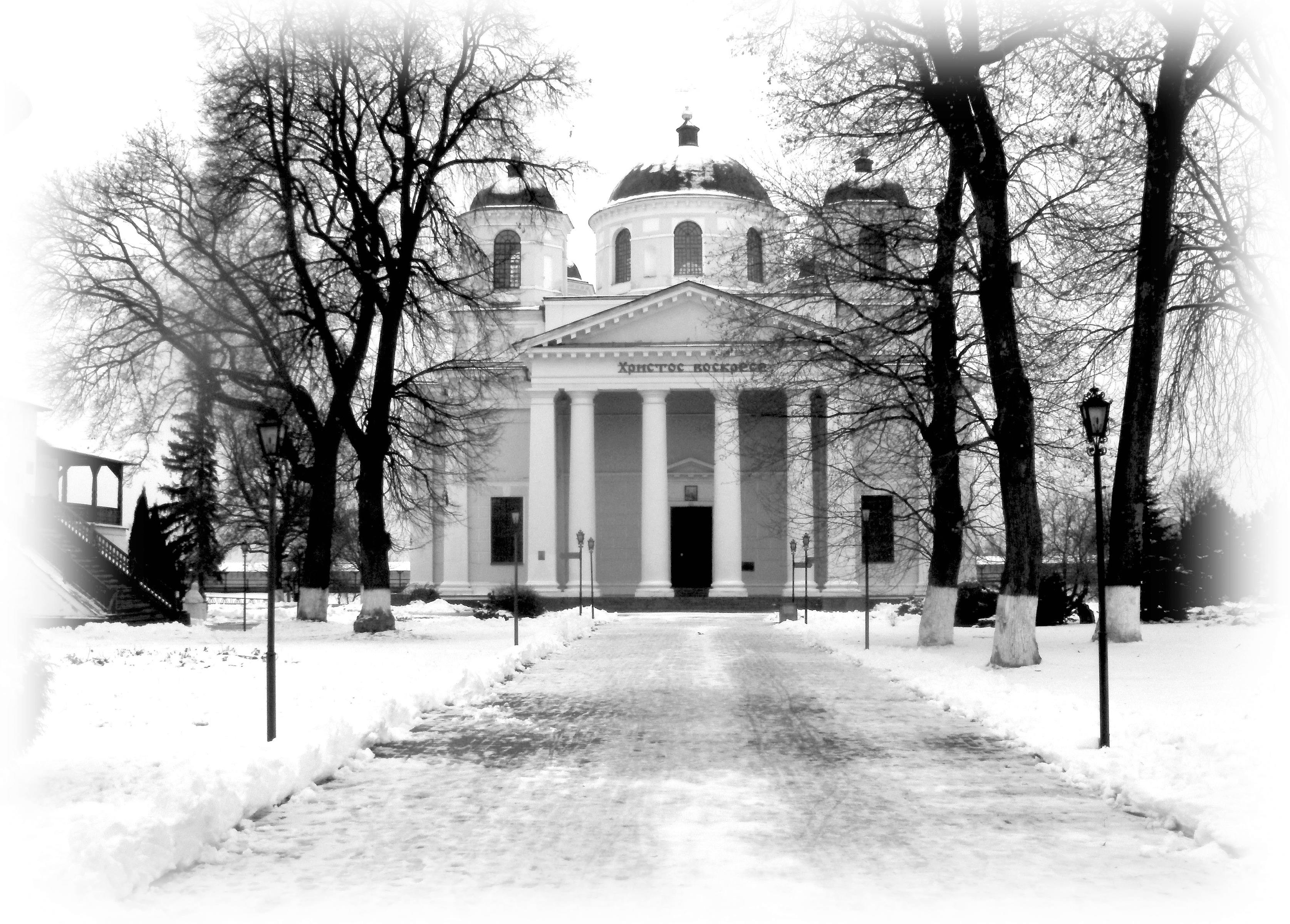
Взимку